# Luis Manuel Cuesta Civís
Luis Manuel Cuesta Civís (Puebla de Segur, Lérida, 1968) es un diplomático y escritor español.Embajador de España en el Reino de Suecia (desde agosto de 2024).

## Carrera diplomática
Nacido en la localidad ilerdense de La Pobla de Segur, en 1968. Tras licenciarse en Derecho, en la Universidad de Zaragoza (1978-1982), ingresó en la Escuela Diplomática (1993).
Comenzó su carrera diplomática como experto en el Programa de Naciones Unidas para el Desarrollo (PNUD), Nueva York. Ha estado destinado en las embajadas de España en Bogotá (1998-2000), Roma (2000-2005).
Posteriormente fue destinado en el Ministerio de Defensa, donde fue asesor para Asuntos Internacionales en el Gabinete del Ministro de Defensa (2005-2007) y secretario general de Política de Defensa (2007-2012).
Tras volver al Ministerio de Asuntos Exteriores, fue embajador de España en Tanzania y ante las Repúblicas de Ruanda y Burundi (2012-2015), y en 2015 fue nombrado embajador representante permanente adjunto ante la OSCE en Viena, cargo que desempeñó hasta que en 2019 fue nombrado titular de esta misión diplomática (2019-2021).
En julio de 2021, el nuevo ministro, José Manuel Albares, le nombró subsecretario del Ministerio de Asuntos Exteriores. Cesó en el cargo en agosto de 2024, siendo nombrado embajador de España en Suecia.

## Publicaciones
Ha publicado tres novelas:
- El mástil mudo (1996), en español.
- La pell del llop (1999), en catalán.
- El misteri del forat del serpent (2013), en catalán.

## Distinciones
- Gran Cruz del Mérito Militar, con distintivo blanco (2024).[6]